# ۱۷۸۹ (میلادی)
در این صفحه وقایع مهم سال ۱۷۸۹ میلادی فهرست شده‌اند.

## وقایع مهم
- یورش به باستیل در پاریس و در نتیجه انقلاب اول فرانسه و لغو سلطنت.
- انتشار اعلامیه حقوق بشر و شهروند پس از انقلاب فرانسه
- کشف عنصر تلوریم توسط کیتابل
- چاپ اولین اسکناس توسط دولت انقلابی فرانسه با پشتوانه وثیقه اراضی و املاک متعلق به کلیسا.
- آغاز به کار اولین معاون ریاست جمهوری آمریکا، جان آدامز .
- انتقال پایتخت سیاسی فرانسه از ورسای به پاریس با نقل مکان لویی شانزدهم به کاخ تویلری.
- آغاز به کار اولین دبیر دولت آمریکا، توماس جفرسون .
- تصویب قانون دادرسی آمریکا.
- تأسیس وزارت امورخارجه ایالات متحده آمریکا.
- کشف ان‌جی‌سی ۳۹۸۲ توسط ویلیام هرشل

## زادروزها
- زادروز دگستن کوشی ریاضیدان فرانسوی در شهر پاریس .

- ۱۶ مارس – گئورگ زیمون اهم، فیزیک‌دان و ریاضی‌دان آلمانی (د. ۱۸۵۴)
- ۲۱ اوت – آگوستین لویی کوشی، ریاضی‌دان و مهندس فرانسوی (د. ۱۸۵۷)
- ۱۵ سپتامبر – جیمز فنیمور کوپر، افسر و نویسنده آمریکایی (د. ۱۸۵۱)